# Frullone (Napoli)
Il Frullone è una zona di Napoli che fa parte del quartiere di Chiaiano.

## Geografia fisica
Il Frullone è situato nella zona sud del quartiere di Chiaiano, in prossimità dei Colli Aminei, di San Rocco e di Capodimonte, è attraversato in gran parte dalla via Emilio Scaglione.
Il nome dovrebbe derivare da una volgarizzazione dell'originario temime latino fullone, che richiama la presenza in loco di un importante mulino di epoca romana.

## Società
Nella zona è presente da molti anni il famoso "ospedale veterinario Frullone", è inoltre presente l'ex ospedale psichiatrico che attualmente ospita la sede dell'Asl.
Nell'ottobre 2011 al Frullone è stato inaugurato un'enorme parcheggio noto come "Frullone park", con una disponibilità di 600 posti.

## Collegamenti

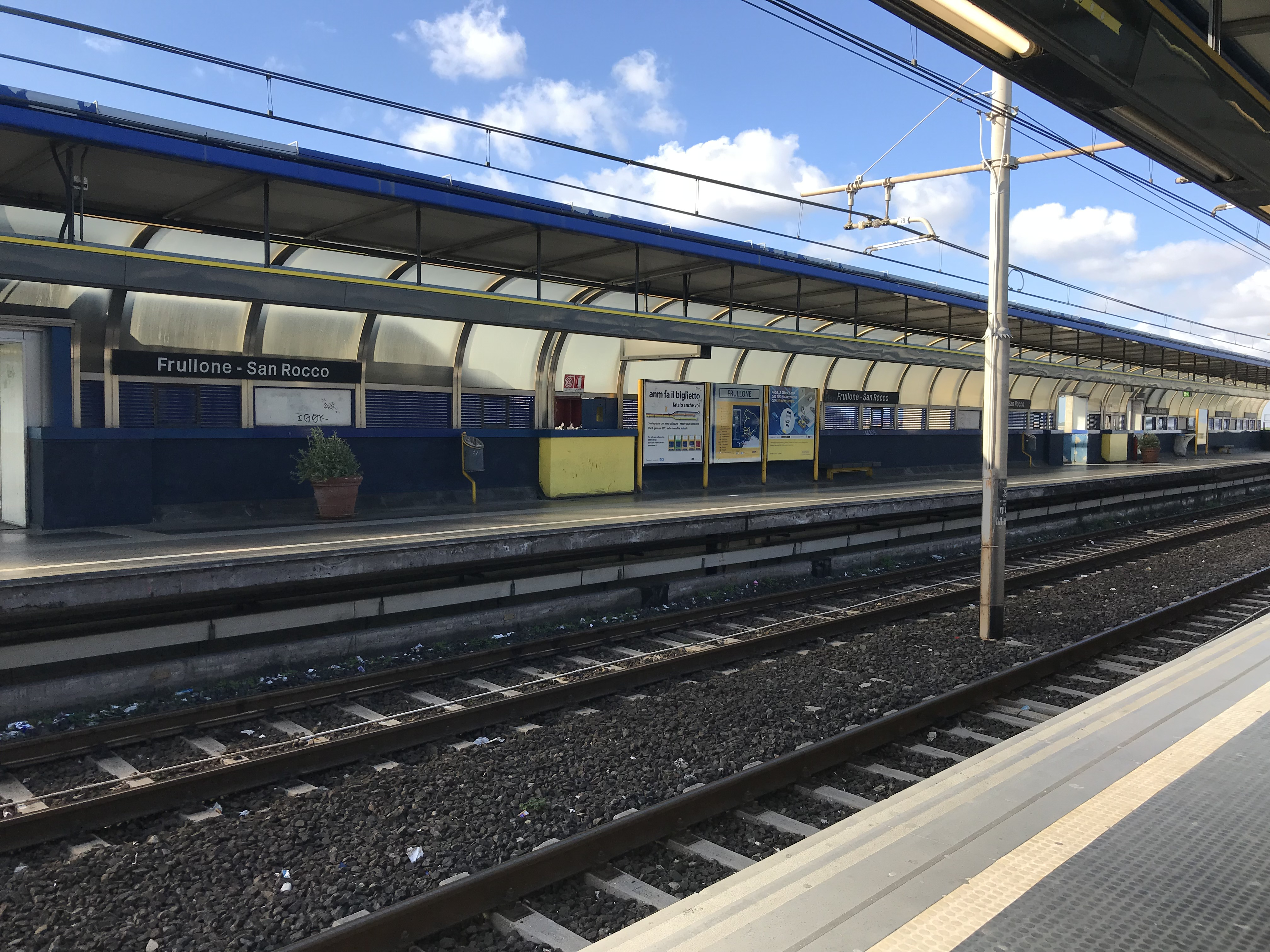
La stazione Frullone-San Rocco

### Metropolitana
- La stazione di Frullone-San Rocco della linea 1 della metropolitana di Napoli, inaugurata nel 1995 e ristrutturata nel 2011.